# Александровка (Репкинский район)
Алекса́ндровка (укр. Олександрівка) — село в Репкинском районе Черниговской области Украины. Население 364 человека.
Код КОАТУУ: 7424486804. Почтовый индекс: 15030. Телефонный код: +380 4641.

## Власть
Орган местного самоуправления — Олешнянский сельский совет. Почтовый адрес: 15043, Черниговская обл., Репкинский р-н, с. Олешня, ул. Трудовая, 34. Тел.: +380 (4641) 4-61-88; факс: 4-61-88.